# Ceriana nigripennis
Ceriana nigripennis är en tvåvingeart som först beskrevs av Samuel Wendell Williston 1887.  Ceriana nigripennis ingår i släktet griffelblomflugor, och familjen blomflugor. Inga underarter finns listade i Catalogue of Life.